# Seilsicherheit
Als Seilsicherheit bezeichnet man in der Fördertechnik einen Sicherheitsfaktor, um den ein Förderseil stärker belastbar sein muss als seine maximale Seilkraft. Dieser Faktor bezieht sich stets auf einen Zug im geraden Strang. Eine möglichst große Seilsicherheit soll die Gefahr eines Seilbruches und die daraus resultierenden Schäden verringern oder nach Möglichkeit ganz verhindern.

## Grundlagen
Jedes Förderseil hat eine bestimmte Tragkraft, die von verschiedenen Faktoren abhängig ist. Im Laufe des Betriebes wird das Seil stark beansprucht und auch in seiner Tragfähigkeit geschwächt. Würde das Seil nun mit einem Gewicht so belastet, dass die Belastung so hoch ist wie die Tragfähigkeit des neuen Seiles, würde es zerreißen. Aus diesem Grund werden Förderseile nur mit einem Teil ihrer Bruchkraft belastet. Das Verhältnis zwischen der  Seilbruchkraft und der maximalen Seilkraft wird als Seilsicherheit bezeichnet. Allerdings wird die Seilsicherheit in den verschiedenen Förderanlagen unterschiedlich gehandhabt. So werden Seiltriebe für Hebezeuge, Serienhebezeuge und Krane nach der DIN 15020 ausgelegt. Seile für Seilbahnen werden gemäß der EN 12927 bemessen. Förderseile für Schachtförderanlagen werden entsprechend den technischen Anforderungen an Schacht- und Schrägförderanlagen bemessen.

## Geschichtliches
In Folge mehrerer Unglücke aufgrund von Seilbrüchen wurde gegen Ende des 19. Jahrhunderts die Seilfahrtkommission gegründet. Aufgabe dieser Kommission war es, die Sicherheit von Schachtförderanlagen zu verbessern. Ein besonderes Augenmerk richtete diese Kommission auf die oftmals auftretenden Seilbrüche an Förderseilen. Die bis dahin eingesetzten Fangvorrichtungen für Förderkörbe hatten sich in der Praxis nicht bewährt, sodass die Sicherheit der Förderanlagen nur über einen möglichst hohen Sicherheitsfaktor zu erreichen war. Über die Höhe des jeweiligen Sicherheitsfaktors gab es jedoch unterschiedliche Auffassungen. So ging die Überlegung dahin, dass die Bruchfestigkeit eines Förderseiles bei Seilfahrt dem zwölffachen Gewicht des Förderkorbes und dem fünffachen Gewicht des Förderseiles von der Seilscheibe bis zum Schachttiefsten entsprechen müsse. Anfang des 20. Jahrhunderts wurde die Seilsicherheit in der Dortmunder Bergpolizei-Verordnung so geregelt, dass die Seilsicherheit bei Seilfahrt mindestens die 8-fache Meistbelastung bei der Seilfahrt und bei der Schachtförderung die 6-fache Meistbelastung bei der Förderung betragen muss. Für die bei der Treibscheibenförderung eingesetzten Förderseile galt außerdem eine Anfangssicherheit von 9,5 bei der Seilfahrt und 7 bei der Förderung. In der DIN Berg 1254 wurde in den 1930er Jahren bundeseinheitlich eine Seilsicherheit von sechsfach bei der Lastfahrt (Förderung) und achtfach bei der Seilfahrt bis zum Ende der Aufliegezeit des Seiles gefordert. Bei der Treibscheibenförderung galt auch hier eine 9½-fache Seilsicherheit bei der Seilfahrt und eine 7-fache Seilsicherheit bei der Förderung.

## Heutige Regelungen bei Schachtförderanlagen
Heute wird die Seilsicherheit für Förderseile im Bergbau in den technischen Anforderungen an Schacht- und Schrägförderanlagen (TAS) geregelt. Die hier geregelte Seilsicherheit ist aus der langen Beobachtung in der betrieblichen Praxis abgeleitet worden. Die TAS unterscheidet bei der Berechnung der Seilsicherheit zwischen der Seilsicherheit für Schachtförderseile und Bühnenseile und der Seilsicherheit anderer Seile. Für die Seilsicherheit bei Seilfahrt fordert die TAS, dass der Mindestsicherheitsfaktor (v) gleich oder größer 9,5 - 0,001 L ist, und bei Güterförderung gilt, der Mindestsicherheitsfaktor (v) muss mindestens gleich oder größer als 7,5 - 0,0005 L sein. Als L gilt der maximale Abstand zwischen der Seilscheibe und dem Förderkorb, hier gilt vereinfacht die Teufe.
Für die Seilsicherheit von Förderseilen und Bühnenseilen gilt:
{\displaystyle {\text{Seilsicherheit}}={\frac {\text{ermittelte Bruchkraft}}{\text{statische Belastung}}}}
Für die Seilsicherheit anderer Seile gilt:
{\displaystyle {\text{Seilsicherheit}}={\frac {\text{rechnerische Bruchkraft}}{\text{statische Belastung}}}}
Quelle: 
Dabei gilt als statische Belastung die Gewichtskraft von Förderkorb, Ober- und Unterseil und Nutzlast. Die ermittelte Bruchkraft ist die Summe der gemessenen Bruchkräfte aller Einzeldrähte des jeweiligen Seiles. Die rechnerische Bruchkraft muss vor dem Auflegen des Seiles bestimmt werden. Die rechnerische Bruchkraft ist die Bruchkraft, die sich aus der Summe der Produkte der einzelnen Draht-Nennquerschnitte und den Nennzugfestigkeiten jedes als lasttragend vereinbarten Drahtes des jeweiligen Seiles. Anhand der rechnerischen Bruchkraft wird ein Seil bestellt.

## Regelungen außerhalb des Bergbaus
Bei Aufzuganlagen gilt die europäische Vorschrift für Aufzüge, die DIN EN81. Hier gilt eine Mindestseilsicherheit von 12. Diese Vorschrift ersetzt die Technische Regeln für Aufzüge (TRA), in der eine rechnerische Seilsicherheit von 14 gilt. Bei Seiltrieben für Hebezeuge, Serienhebezeuge und Krane werden die Seiltriebe gemäß der DIN 15020 bemessen. Hier wird die Anforderung an die Betriebsfestigkeit berücksichtigt. Bei Seilschwebebahnen gelten die Verordnung für den Bau und Betrieb von Seilbahnen, die BOSeil incl. der Ausführungsbestimmungen. Hier gilt für Zugseile eine Mindest-Seilsicherheit von 4,5 und für Förderseile eine Mindest-Seilsicherheit von 5. Für Seilbahnen für den Personenverkehr werden die Sicherheitsanforderungen in der EN 12927 geregelt. Hier gelten unterschiedliche Sicherheitsfaktoren für die Zugseile. Es gelten für Zugseile von Standseilbahnen ein Sicherheitsfaktor von 4,2, für Zugseile von Zweiseilpendelbahnen mit Tragseilbremse ein Sicherheitsfaktor von 3,8, ohne Tragseilbremse gilt ein Sicherheitsfaktor von 4,5. Für Zugseile bei unidirektionalen Zweiseilbahnen gilt ein Sicherheitsfaktor von 4,0. Bei den Tragseilen gilt ein Sicherheitsbeiwert von 2,7 wenn die Tragseile mit Tragseilbremse ausgestattet sind, und ein Sicherheitsbeiwert von 3,15 wenn die Tragseile ohne Tragseilbremse ausgestattet sind.